# Max Bury
Max Gaston Bury (Frameries, 22 oktober 1923 - Baudour, 11 juli 1982) was een Belgisch senator.

## Levensloop
Bury behaalde het diploma van industrieel boekhouder en werd in navolging van zijn vader dakdekker, alvorens in 1945 bediende bij de Federatie van Socialistische Mutualiteiten in de Borinage te worden. Hij werd secretaris van de Socialistische Mutualiteit in La Bouverie, tegenwoordig een deelgemeente van Frameries, en werd inspecteur van mutualiteiten. In 1982 werd hij voorzitter van de Federatie van Socialistische Mutualiteiten in de Borinage.
Eind jaren '30 trad de jonge Bury toe tot de Socialistische Jonge Wacht van Frameries, waarbinnen hij voetbalclub Sporting de Frameries organiseerde. Tijdens de Tweede Wereldoorlog werd hij in 1942 in het kader van de verplichte tewerkstelling naar Duitsland gevoerd, waar hij een jaar lang bleef. Na zijn terugkeer naar België trad Bury toe tot het verzet.
Hij was tevens aangesloten bij de socialistische vakbond FGTB en was secretaris van de lokale afdeling in Frameries. Van 1961 tot 1968 was hij regionaal secretaris van de FGTB-afdeling van het arrondissement Bergen. Als vakbondslid nam hij deel aan stakingen tegen de terugkeer van koning Leopold III in 1950 en tegen de Eenheidswet in 1960-'61. In 1968 nam hij ontslag als vakbondssecretaris om een politieke loopbaan aan te vatten.
Bury werd politiek actief voor de PSB en daarna de PS. Bij de gemeenteraadsverkiezingen van 1970 werd hij verkozen tot gemeenteraadslid van Frameries, waar van 1971 tot aan zijn onverwachte overlijden in juli 1982 schepen van Openbaar Onderwijs was.
Voor de socialisten zetelde Bury eveneens in de Senaat: van 1968 tot 1971 als provinciaal senator voor Henegouwen en van 1971 tot 1981 als rechtstreeks gekozen senator voor het arrondissement Bergen. Van 1977 tot 1981 was hij secretaris van de Senaat. Door het toen bestaande dubbelmandaat zetelde hij van 1971 tot 1980 ook in de Cultuurraad voor de Franse Cultuurgemeenschap en van 1980 tot 1981 in de Waalse Gewestraad en de Franse Gemeenschapsraad. Bij de parlementsverkiezingen van november 1981 stelde hij zich geen kandidaat meer. Als senator zetelde hij in de commissies Middenstand, Buitenlandse Handel, Arbeid en Sociale Voorzorg. In het parlement intervenieerde Bury over pensioenen, arbeid, problemen in de sociale zekerheid, volksgezondheid en de integratie van gehandicapten in het openbaar leven.